# Superliga e Futbollit të Kosovës 2021-2022
La Superliga e Futbollit të Kosovës 2021-2022 (chiamata ufficialmente BKT Superliga per motivi di sponsorizzazione) è stata la 23ª edizione del massimo campionato di calcio kosovaro, iniziata il 21 agosto 2021 e terminata il 22 maggio 2022. Il Prishtina era la squadra campione in carica. Il Ballkani si è laureato campione per la prima volta nella sua storia.

## Stagione

### Novità
Al termine della stagione 2020-2021, sono retrocessi Trepça '89, perdente dello spareggio promozione-retrocessione, Arbëria e Besa Peć, ultime classificate. Dalla Liga e Parë sono stati promossi Malisheva e Ulpiana, prime classificate rispettivamente nel girone A e B, e Dukagjini, vincitore dello spareggio promozione-retrocessione.

### Regolamento
Le 10 squadre partecipanti si sfidano in un doppio girone di andata e ritorno per un totale di 36 giornate.

La squadra campione del Kosovo si qualifica per il primo turno di qualificazione della UEFA Champions League 2022-2023.

Le squadre seconda e terza classificate si qualificano per il primo turno di qualificazione della UEFA Europa Conference League 2022-2023.

La terz'ultima classificata disputa uno spareggio promozione/retrocessione con la vincitrice dei play-off della Liga e Parë.

Le ultime due classificate retrocedono direttamente in Liga e Parë.

## Squadre partecipanti
| Club       | Città     | Stadio                    | Stagione precedente              |
| ---------- | --------- | ------------------------- | -------------------------------- |
| Ballkani   | Suva Reka | Stadio Città di Suva Reka | 3º posto                         |
| Drenica    | Skënderaj | Stadio Bajram Aliu        | 7º posto                         |
| Drita      | Gjilan    | Stadio Città di Gjilan    | 2º posto                         |
| Dukagjini  | Klina     | Stadio 18 Giugno          | 2º posto in Liga e Parë girone A |
| Feronikeli | Drenas    | Stadio Rexhep Rexhepi     | 6º posto                         |
| Gjilani    | Gjilan    | Stadio Città di Gjilan    | 4º posto                         |
| Llapi      | Podujevë  | Stadio Zahir Pajaziti     | 5º posto                         |
| Malisheva  | Malishevë | Stadio Liman Gegaj        | 1º posto in Liga e Parë girone A |
| Prishtina  | Pristina  | Stadio Fadil Vokrri       | Campione del Kosovo              |
| Ulpiana    | Lipjan    | Stadio Sami Kelmendi      | 1º posto in Liga e Parë girone B |

## Classifica finale
|                   | Pos. | Squadra    | Pt | G  | V  | N  | P  | GF | GS | DR  |
| ----------------- | ---- | ---------- | -- | -- | -- | -- | -- | -- | -- | --- |
| Kosovo (bandiera) | 1.   | Ballkani   | 76 | 36 | 23 | 7  | 6  | 61 | 26 | +35 |
|                   | 2.   | Drita      | 64 | 36 | 18 | 10 | 8  | 56 | 25 | +31 |
|                   | 3.   | Gjilani    | 62 | 36 | 16 | 14 | 6  | 57 | 36 | +21 |
|                   | 4.   | Llapi      | 54 | 36 | 15 | 9  | 12 | 57 | 44 | +13 |
|                   | 5.   | Prishtina  | 51 | 36 | 14 | 9  | 13 | 49 | 37 | +12 |
|                   | 6.   | Drenica    | 50 | 36 | 14 | 8  | 14 | 51 | 48 | +3  |
|                   | 7.   | Dukagjini  | 50 | 36 | 12 | 14 | 10 | 37 | 34 | +3  |
|                   | 8.   | Malisheva  | 48 | 36 | 13 | 9  | 14 | 45 | 43 | +2  |
|                   | 9.   | Ulpiana    | 27 | 36 | 6  | 9  | 21 | 34 | 72 | -38 |
|                   | 10.  | Feronikeli | 12 | 36 | 3  | 3  | 30 | 16 | 98 | -82 |

      Campione del Kosovo e ammessa alla UEFA Champions League 2022-2023
      Ammesso alla UEFA Europa Conference League 2022-2023
  Ammessa allo Spareggio promozione/retrocessione.
      Retrocesse in Liga e Parë 2022-2023.

## Risultati

### Partite (1-18)
|              | Bal | Dre | Dri | Duk | Fer | Gji | Lla | Mal | Pri | Ulp |
| ------------ | --- | --- | --- | --- | --- | --- | --- | --- | --- | --- |
| Balkani      |     | 3-2 | 2-0 | 2-2 | 0-0 | 0-1 | 2-0 | 2-0 | 2-0 | 3-2 |
| Drenica      | 0-1 |     | 0-2 | 2-0 | 4-0 | 1-1 | 3-5 | 1-0 | 2-1 | 0-1 |
| Drita Gjilan | 0-0 | 1-0 |     | 4-0 | 2-1 | 0-2 | 0-0 | 1-0 | 0-0 | 3-1 |
| Dukagjini    | 0-0 | 1-2 | 2-1 |     | 1-0 | 1-1 | 0-0 | 2-0 | 1-2 | 1-1 |
| Feronikeli   | 0-1 | 0-2 | 0-2 | 1-0 |     | 0-1 | 0-2 | 0-1 | 0-4 | 1-0 |
| Gjilani      | 1-1 | 2-1 | 1-0 | 0-0 | 1-0 |     | 2-1 | 3-1 | 1-1 | 2-3 |
| Llapi        | 4-1 | 1-1 | 1-3 | 1-0 | 0-2 | 0-0 |     | 0-3 | 3-2 | 1-1 |
| Malisheva    | 0-0 | 2-0 | 0-1 | 2-2 | 1-0 | 1-1 | 0-1 |     | 1-1 | 1-2 |
| Prishtina    | 0-1 | 1-0 | 0-1 | 0-0 | 2-0 | 1-1 | 1-2 | 2-1 |     | 1-1 |
| Ulpiana      | 2-1 | 0-1 | 1-1 | 0-0 | 0-0 | 1-2 | 0-6 | 1-3 | 0-3 |     |

### Partite (19-36)
|              | Bal | Dre | Dri | Duk | Fer | Gji | Lla | Mal | Pri | Ulp |
| ------------ | --- | --- | --- | --- | --- | --- | --- | --- | --- | --- |
| Balkani      |     | 2-0 | 3-2 | 4-1 | 6-0 | 2-0 | 1-0 | 2-3 | 2-0 | 3-0 |
| Drenica      | 3-1 |     | 2-1 | 0-1 | 6-0 | 1-1 | 1-0 | 2-3 | 0-0 | 3-1 |
| Drita Gjilan | 0-1 | 1-1 |     | 0-0 | 7-0 | 1-1 | 1-1 | 3-1 | 2-0 | 5-0 |
| Dukagjini    | 0-1 | 1-2 | 0-0 |     | 4-0 | 2-0 | 3-2 | 0-0 | 2-1 | 2-1 |
| Feronikeli   | 0-2 | 2-3 | 0-5 | 0-3 |     | 1-3 | 0-2 | 0-2 | 0-3 | 2-2 |
| Gjilani      | 0-3 | 5-0 | 0-0 | 2-1 | 5-1 |     | 1-1 | 3-4 | 1-2 | 2-0 |
| Llapi        | 1-1 | 3-3 | 1-0 | 1-2 | 4-2 | 2-4 |     | 3-0 | 1-2 | 2-0 |
| Malisheva    | 2-0 | 0-0 | 1-2 | 0-0 | 6-1 | 0-0 | 0-2 |     | 2-1 | 1-0 |
| Prishtina    | 0-2 | 1-1 | 0-1 | 0-1 | 5-0 | 2-2 | 2-1 | 3-2 |     | 2-0 |
| Ulpiana      | 0-3 | 3-1 | 2-3 | 1-1 | 6-2 | 0-4 | 0-2 | 1-1 | 0-3 |     |

## Spareggio promozione-retrocessione
|           | Risultati |           | Luogo e data             |
| --------- | --------- | --------- | ------------------------ |
| Vushtrria | 1 - 3     | Malisheva | Podujevë, 28 maggio 2022 |
|           |           |           |                          |

## Statistiche

### Individuali

#### Classifica marcatori
| Gol |  |  | Giocatore        | Squadra      |
| --- |  |  | ---------------- | ------------ |
| 23  |  |  | Gerhard Progni   | Gjilani      |
| 20  |  |  | Kreshnik Uka     | Drenica      |
| 16  |  |  | Ermal Krasniqi   | Balkani      |
| 16  |  |  | Marko Simonovski | Drita        |
| 11  |  |  | Besnik Krasniqi  | Prishtina    |
| 11  |  |  | Valmir Veliu     | Llapi        |
| 9   |  |  | Blerim Krasniqi  | Gjilani      |
| 9   |  |  | Altin Merlaku    | Dukagjini    |
| 9   |  |  | Ardit Tahiri     | Drita Gjilan |
| 8   |  |  | Ronald Sobowale  | Malisheva    |
| 7   |  |  | Shend Kelmendi   | Gjilani      |